# WISH (ジョシュア・レッドマンのアルバム)
『WISH』は、アメリカ合衆国のジャズ・サクソフォーン奏者、ジョシュア・レッドマンが1993年に発表したスタジオ・アルバム。

## 背景
リーダー・アルバムとしては2作目だが、実際にはデビュー作『ジョシュア・レッドマン』（1993年）よりも先にレコーディングされた。収録曲のうち「ウィッシュ」と「ブルース・フォー・パット」は、ヴィレッジ・ヴァンガードに出演した際のライヴ録音である。
収録曲「ターンアラウンド」はオーネット・コールマンのカヴァーである。なお、本作のサイドマンのうちチャーリー・ヘイデンとビリー・ヒギンスは、コールマンのグループの元メンバーで、パット・メセニーも過去にコールマンとの共演アルバム『ソングX』を発表している。また、スティーヴィー・ワンダー「メイク・シュア・ユアー・シュア」、エリック・クラプトン「ティアーズ・イン・ヘヴン」といったポップ・ソングのカヴァーも収録された。

## 反響・評価
本作は『ビルボード』のジャズ・アルバム・チャートで6位に達した。アレックス・ヘンダーソンはオールミュージックにおいて5点満点中4.5点を付け「『WISH』は前衛的ではなく、むしろ叙情性と内省的な雰囲気が強調されたポスト・バップ的な音楽性が主体である」「ロックやR&Bの楽曲もジャズとして演奏する能力の高さが、レッドマンの長所の一つである」と評している。

## 収録曲
特記なき楽曲はジョシュア・レッドマン作。
1. ターンアラウンド - "Turnaround" (Ornette Coleman) - 6:25
2. ソウル・ダンス - "Soul Dance" - 6:32
3. メイク・シュア・ユアー・シュア - "Make Sure You're Sure" (Stevie Wonder) - 5:25
4. ディザーヴィング・メニイ - "The Deserving Many" - 5:40
5. ウィ・ハド・ア・シスター - "We Had a Sister" (Pat Metheny) - 5:47
6. ムーズ・ザ・ムーチェ - "Moose the Mooche" (Charlie Parker) - 3:32
7. ティアーズ・イン・ヘヴン - "Tears in Heaven" (Eric Clapton, Will Jennings) - 3:24
8. ホイットリン - "Whittlin'" (P. Metheny) - 5:21
9. ウィッシュ（ライヴ） - "Wish" - 7:25
10. ブルース・フォー・パット（ライヴ） - "Blues for Pat" (Charlie Haden) - 12:08

## 参加ミュージシャン
- ジョシュア・レッドマン - テナー・サクソフォーン
- パット・メセニー - ギター
- チャーリー・ヘイデン - ダブル・ベース
- ビリー・ヒギンス - ドラムス